# Bakačevo naselje (Bjelovar)
Naselje Tome Bakača ili Bakačevo naselje, bolje znano kao Vinkovićevo naselje ili Naselje Tome Vinkovića je stambeno naselje na jugu grada Bjelovara. Izgrađeno je tijekom 1960-ih godina za stambene potrebe tada rastućeg stanovništva Bjelovara.                                        

## Povijest
Izgradnjom i dovršetkom pruge Križevci – Bjelovar – Kloštar su dio kuća i oranica sjeverno od pruge uz današnju ulicu Krste Frankopana postale izolirane od ostatka tada ruralnog naselja Velike Sredice.                                        
1965. godine planira se izgradnja stanogradnje južno od Matičine ulice kada nastaje moderno Bakačevo naselje pod imenom Naselje Tome Vinkovića ili Vinkovićevo naselje po bjelovarskom partizanu Tomi Vinkoviću.                                        
Preimenavanjem ulica 1991. god. i osamostaljenjem Hrvatske naselje postaje Bakačevo naselje ili Naselje Tome Bakača.                                         
Infrastruktura naselja je na planu obnove u razdoblju 2023. do 2024. godine.                                        